# Karin Donhauser
Karin Donhauser (* 1956 in Amberg) ist eine deutsche Germanistin.

## Werdegang
Karin Donhauser besuchte das Erasmus-Gymnasium Amberg. Nach dem Abitur (1975) studierte sie Germanistik, Sozialkunde, Geschichte und allgemeine Sprachwissenschaft an den Universitäten Regensburg und Edinburgh (Magisterexamen in den Fächern Germanistik und Allgemeine Sprachwissenschaft 1981, Staatsexamen für das Lehramt an Gymnasien in den Fächern Deutsch, Sozialkunde und Geschichte 1982). Sie war Stipendiatin des Cusanuswerks. Nach der Promotion 1985 an der Universität Passau und der Habilitation an der Philosophischen Fakultät Passau 1992 (bei Hans-Werner Eroms) war sie von 1993 bis zu ihrer Emeritierung am 1. Oktober 2021 Inhaberin des Lehrstuhls für Geschichte der deutschen Sprache (Diachronie, Sprachwandel) an der Humboldt-Universität zu Berlin.
Schwerpunkte ihrer wissenschaftlichen Forschung sind historische Grammatik des Deutschen, Dialektsyntax, Sprachwandeltheorien und Grammatikographie.

## Gremientätigkeiten
- Wörterbuchkommission der Berlin-Brandenburgischen Akademie der Wissenschaften
- Berliner Kommission zur Vergabe von Promotionsstipendien nach dem Nachwuchsförderungsgesetz (NaFöG)
- Wissenschaftsrat der Bundesrepublik Deutschland (2000–2006)
- Landeshochschulrat des Landes Brandenburg
- Kuratorium der Ruhr-Universität Bochum
- Hochschulrat der OTH Amberg-Weiden
- Vorsitzende des Hochschulrates der Hochschule für Musik Nürnberg (2017–2020)

## Schriften (Auswahl)
- Der Imperativ im Deutschen. Studien zur Syntax und Semantik des deutschen Modussystems. Hamburg 1986, ISBN 3-87118-756-9.
- mit Ludwig M. Eichinger (Hrsg.): Deutsche Grammatik – Thema in Variationen. Festschrift für Hans-Werner Eroms zum 60. Geburtstag. Heidelberg 1998, ISBN 3-8253-0795-6.